# Ion Prioteasa
Ion Prioteasa (n. 21 august 1950, Goicea, România) este un om politic din România, este Președintele Consiliului Județean Dolj din anul 2004. 

## Carieră politică
În perioada 2001-2008 a fost președinte executiv al PSD Dolj Dolj. A demisionat din funcția de președinte PSD Dolj la data de 20 aprilie 2013 invocând "neînțelegeri și disfuncționalități care au slăbit unitatea filialei".
La Congresul PSD din București a candidat pentru un mandat la nivel național, de vicepreședinte al PSD, însă nu a obținut suficiente voturi. Din anul 2010 și până în luna aprilie a anului 2014, când a avut loc Congresul PSD, a deținut funcția de vicepreședinte al partidului, filiala Dolj.
Între iunie 2004 și 2006 a fost membru al Adunării Regiunilor Europei (ARE). În anul 2006 a fost membru al Comitetului Național de Programare, structură instituțională la nivelul Ministerului Integrării Europene. Din noiembrie 2006 până în anul 2008 a fost președintele Consiliului de Dezvoltare Regională – Regiunea 4 Sud-Vest Oltenia. În anul 2004 este reprezentant al Uniunii Naționale a Consiliilor Județene în cadrul Comitetului Național de Conducere al Proiectului de Dezvoltare Rurală.